# Экономическая эффективность
Экономическая эффективность (англ. Economic efficiency) — это величина, определяемая соотношением полученных результатов деятельности человека, производства продукции (товаров или услуг) и затрат труда и средств на производство. В зависимости от контекста, обычно это одно из следующих двух связанных понятий:
- Эффективность распределения или Парето: любые изменения, внесенные для оказания помощи одному человеку, нанесут вред другому.
- Эффективность производства: никакой дополнительный выпуск одного товара не может быть получен без снижения выпуска другого товара, и производство продолжается при минимально возможных средних общих затратах.

## Определение
Согласно П. Самуэльсону и У. Нордхаусу экономическая эффективность — это получение максимума возможных благ от имеющихся ресурсов, постоянно соотнося выгоды (блага) и затраты, при этом необходимо вести себя рационально. Производитель и потребитель благ стремятся к наивысшей эффективности, максимизируя при этом свои выгоды и минимизируя затраты.

## Критерии эффективности
Главным критерием социально-экономической эффективности является степень удовлетворения конечных потребностей общества, и прежде всего потребностей, связанных с развитием человеческой личности. Наибольшей социально-экономической эффективностью обладает та экономическая система, которая в наибольшей степени обеспечивает удовлетворение многообразных потребностей людей: материальных, социальных, духовных, гарантирует высокий уровень и качество жизни. Основой такой эффективности служит оптимальное распределение имеющихся у общества ресурсов между отраслями, секторами и сферами национальной экономики.
Эффективность экономической системы зависит от эффективности производства, социальной сферы (систем образования, здравоохранения, культуры), эффективности государственного управления. Эффективность каждой из этих сфер определяется отношением полученных результатов к затратам и измеряется совокупностью количественных показателей.

## Измерение эффективности
Для измерения эффективности производства используются показатели производительности труда, фондоотдачи, рентабельности, прибыльности, окупаемости и др. С их помощью сопоставляются различные варианты развития производства, решения его структурных проблем.
Измерение эффективности социальной сферы требует использования особых[каких?] качественных показателей развития каждой из отраслей этой сферы.
Для государственной сферы необходимы специальные критерии соответствия затрат и результатов деятельности государства требованиям общества.

## Эффективность производства
Экономически эффективным принято считать такой способ производства, при котором фирма не может увеличить выпуск продукции без увеличения расходов на ресурсы и одновременно не может обеспечить тот же объём выпуска, используя меньшее количество ресурсов одного типа и не увеличивая при этом затраты на другие ресурсы.
Эффективность производства складывается из эффективности всех действующих предприятий. Эффективность предприятия характеризуется производством товара или услуги с наименьшими издержками. Она выражается в его способности производить максимальный объём продукции приемлемого качества с минимальными затратами и продавать эту продукцию с наименьшими издержками. Экономическая эффективность предприятия, в отличие от его технической эффективности, зависит от того, насколько его продукция соответствует требованиям рынка, запросам потребителей.

## Эффективность капитальных вложений
Одной из важных составляющих эффективности экономической системы является эффективность капитальных вложений. Она выражается отношением полученного эффекта к капитальным вложениям, вызвавшим этот эффект. Другими словами, это экономический эффект, приходящийся на один рубль инвестиций, обеспечивших этот эффект.
Эффективность капитальных вложений измеряется набором показателей, в который входит общий эффект капитальных вложений, норма их доходности, срок окупаемости, показатель эффективности и др. Показатели экономической эффективности капитальных вложений используются для сопоставления альтернативных инвестиционных проектов и выбора оптимального проекта.

## Этика эффективности
Этика эффективности компаний предполагает сочетание:
- создания наибольшей ценности для своих клиентов
- доходность для собственников
- возможности для самореализации и роста в сочетании с привлекательной зарплатой для сотрудников[2].

## Показатели эффективности
- Внутренняя норма доходности
- Чистый дисконтированный доход